# Leadgate (Durham)
Leadgate – wieś w Anglii, w hrabstwie Durham. Leży 18 km na północny zachód od miasta Durham i 389 km na północ od Londynu.
Starorzymska droga Dere Stret biegnie przez sam środek Leadgate jako Durham Road i trasa B6309. Obecnie przy południowym wjeździe do wsi stoi stylizowany drogowskaz:
Nazwa Leadgate użyta została po raz pierwszy w 1590 r. i oznaczała wówczas bujane wrota. Leadgate było domem dla pracowników kopalni Eden otwartej w 1844 r. a zamkniętej 18 lipca 1980 r. przez Margaret Thatcher. Mieszkali tu również pracownicy Kompanii Żelaznej Consett. W niedużej odległości wydobywane i wypalane było wapno, zaś część zabudowy tego miejsca pozostaje atrakcją turystyczną i ważnym rezerwatem nietoperzy oraz ptaków drapieżnych. 
Przez Leadgate, dokładnie śladem torów zamkniętej 17 marca 1984 r. linii kolejowej Stanhope and Tyne, biegnie ściżka rowerowa Coast to Coast (C2C), łącząca wschodnie i zachodnie wybrzeże wyspy.
Nad ścieżka rowerową mieści się na Leadgate Road metalowy most z pocz. XX w. zbudowany taką techniką jak Titanic. Most łączy Leadgate z Consett i, tym samym, Consett z drogą do Newcastle.

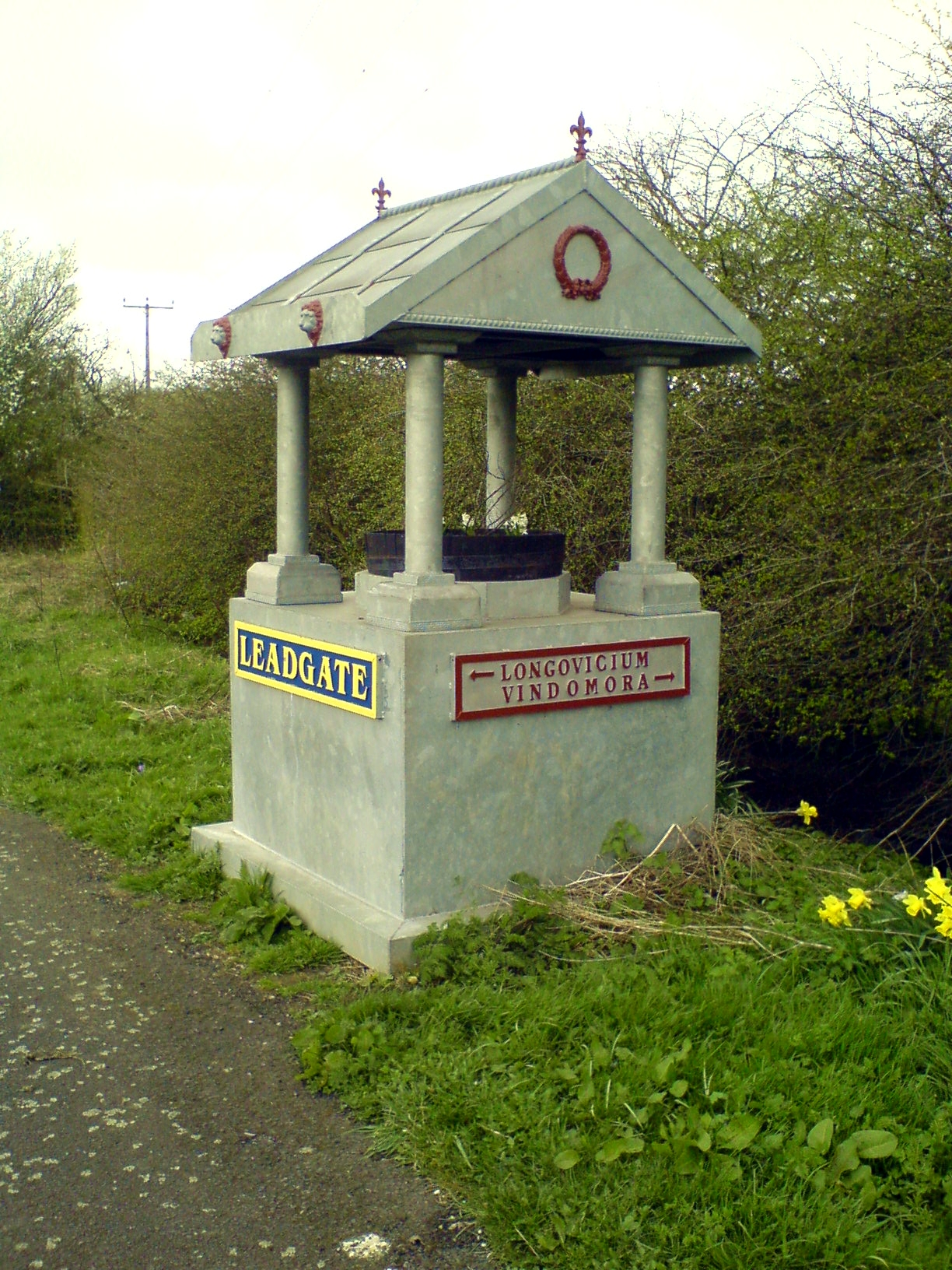
Starorzymski drogowskaz przy wjeździe do Leadgate. Durham Rd (Dere Street)
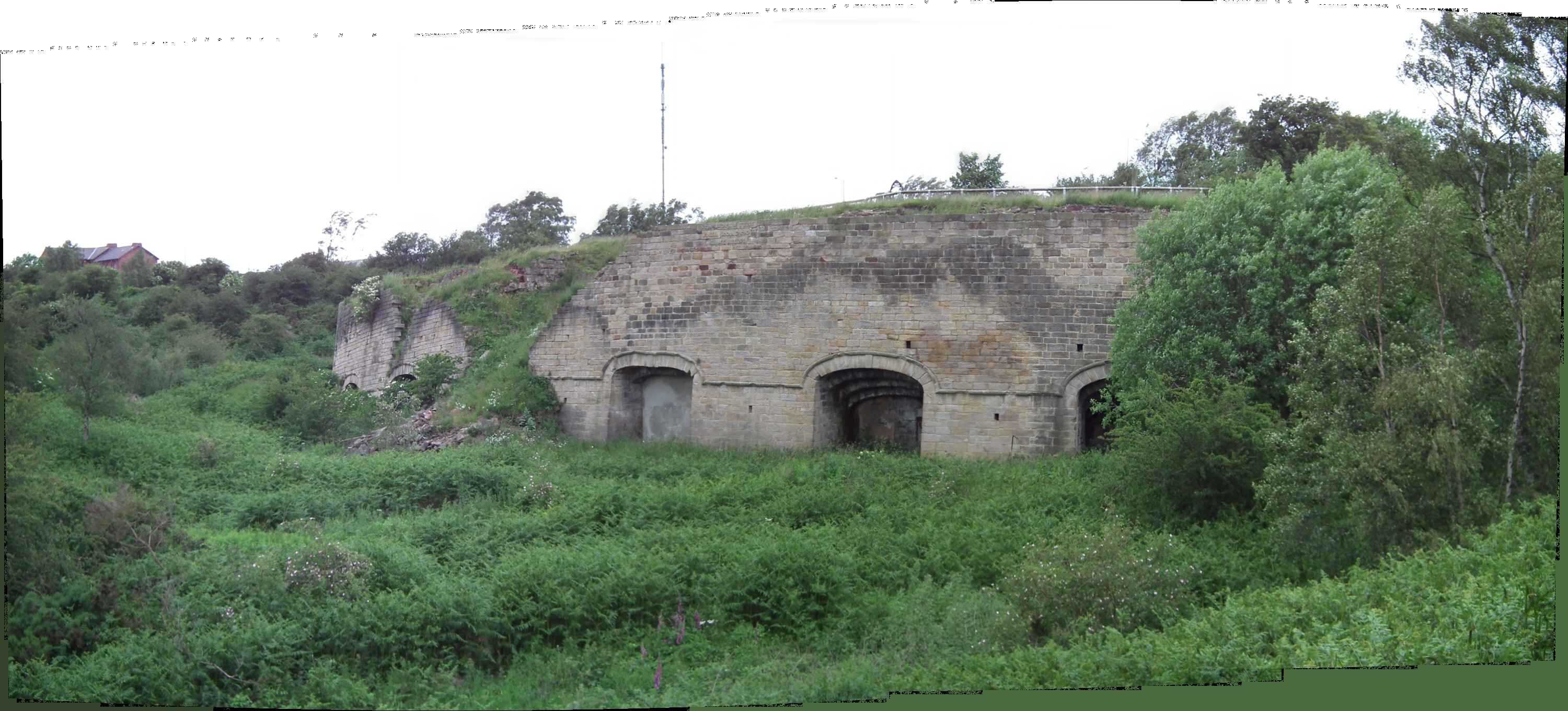
Zabytkowe miejsce wypalania wapna. Dziś rezerwat ptaków i nietoperzy prz ścieżce rowerowej C2C
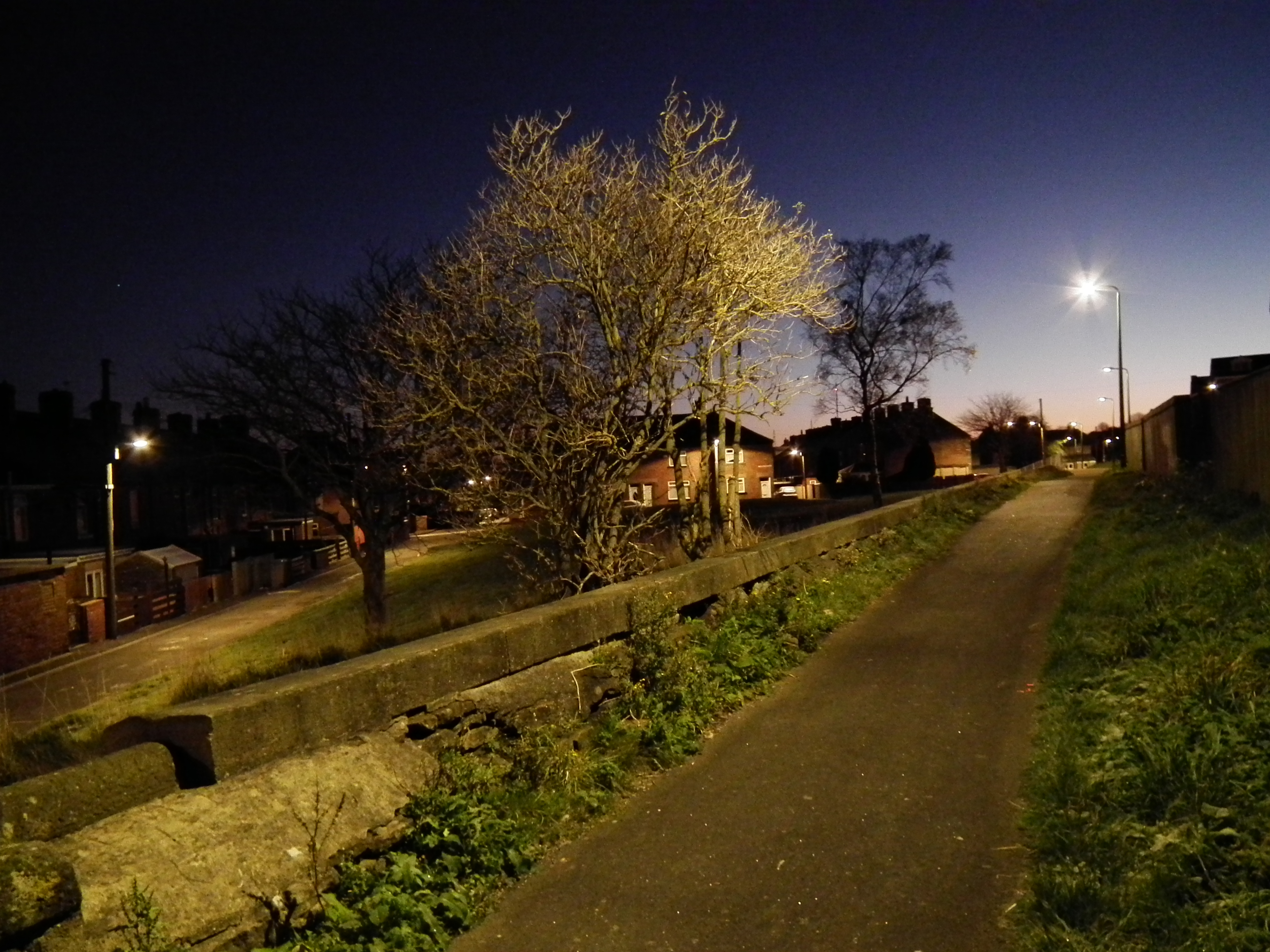
Ścieżka rowerowa C2C na miejscu dawnego torowiska kolei Stanhope and Tyne
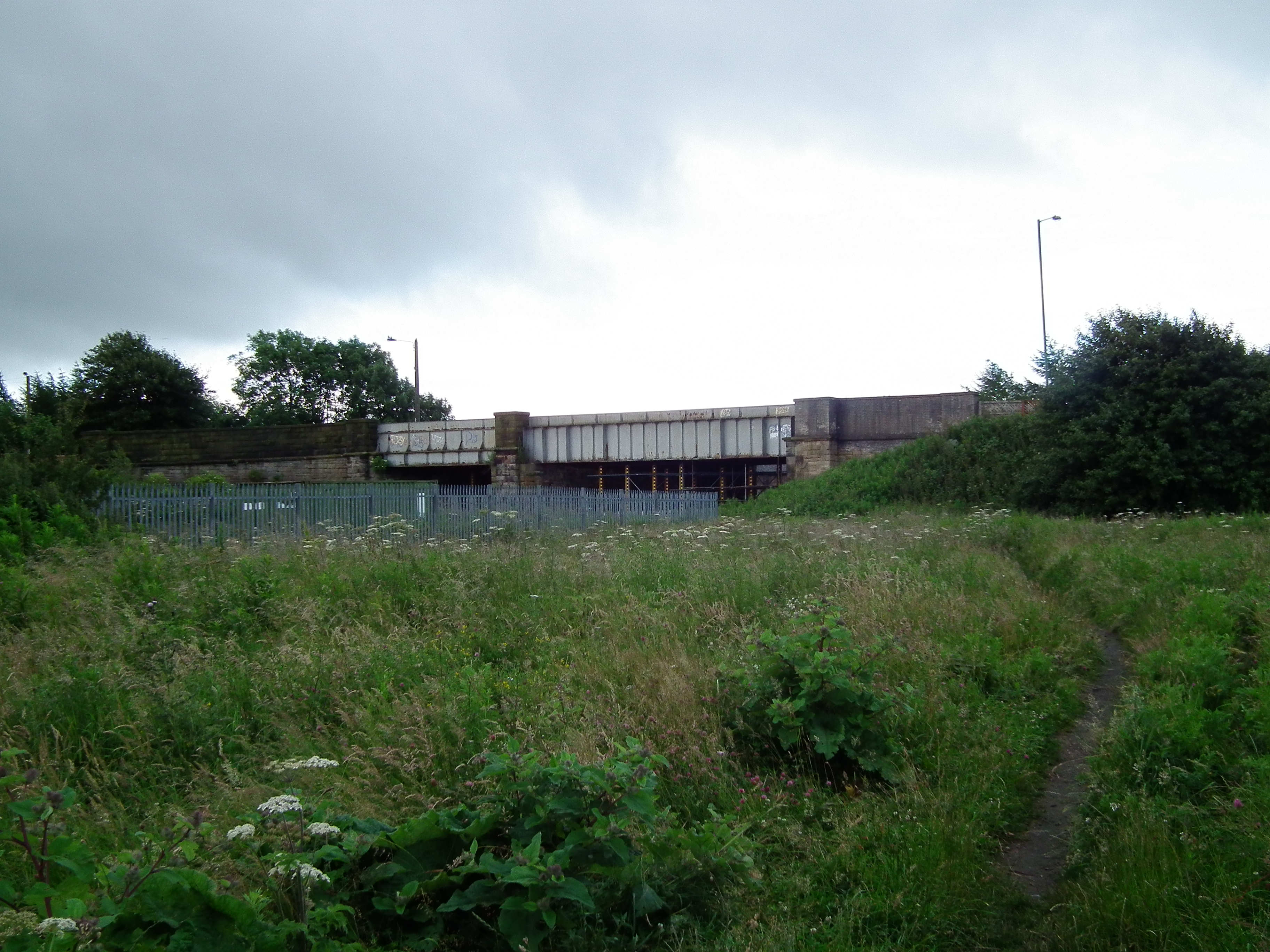
Stalowy most z czasów wodowania Titanica. Leadgate Rd
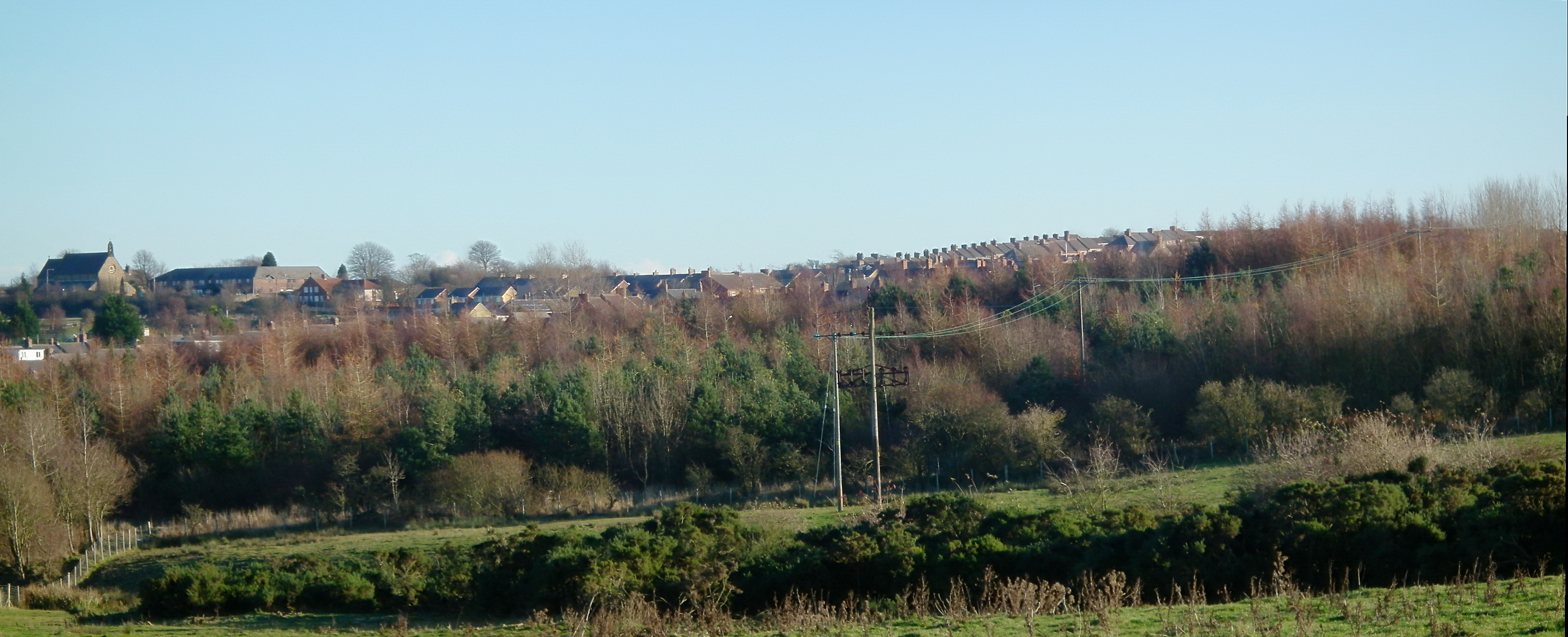
Panoram Leadgate od północnego zachodu.